# Michael Todd (producteur)
Pour les articles homonymes, voir Todd et Michael Todd (astronome).
 (août 2025).
Si vous disposez d'ouvrages ou d'articles de référence ou si vous connaissez des sites web de qualité traitant du thème abordé ici, merci de compléter l'article en donnant les références utiles à sa vérifiabilité et en les liant à la section « Notes et références ».

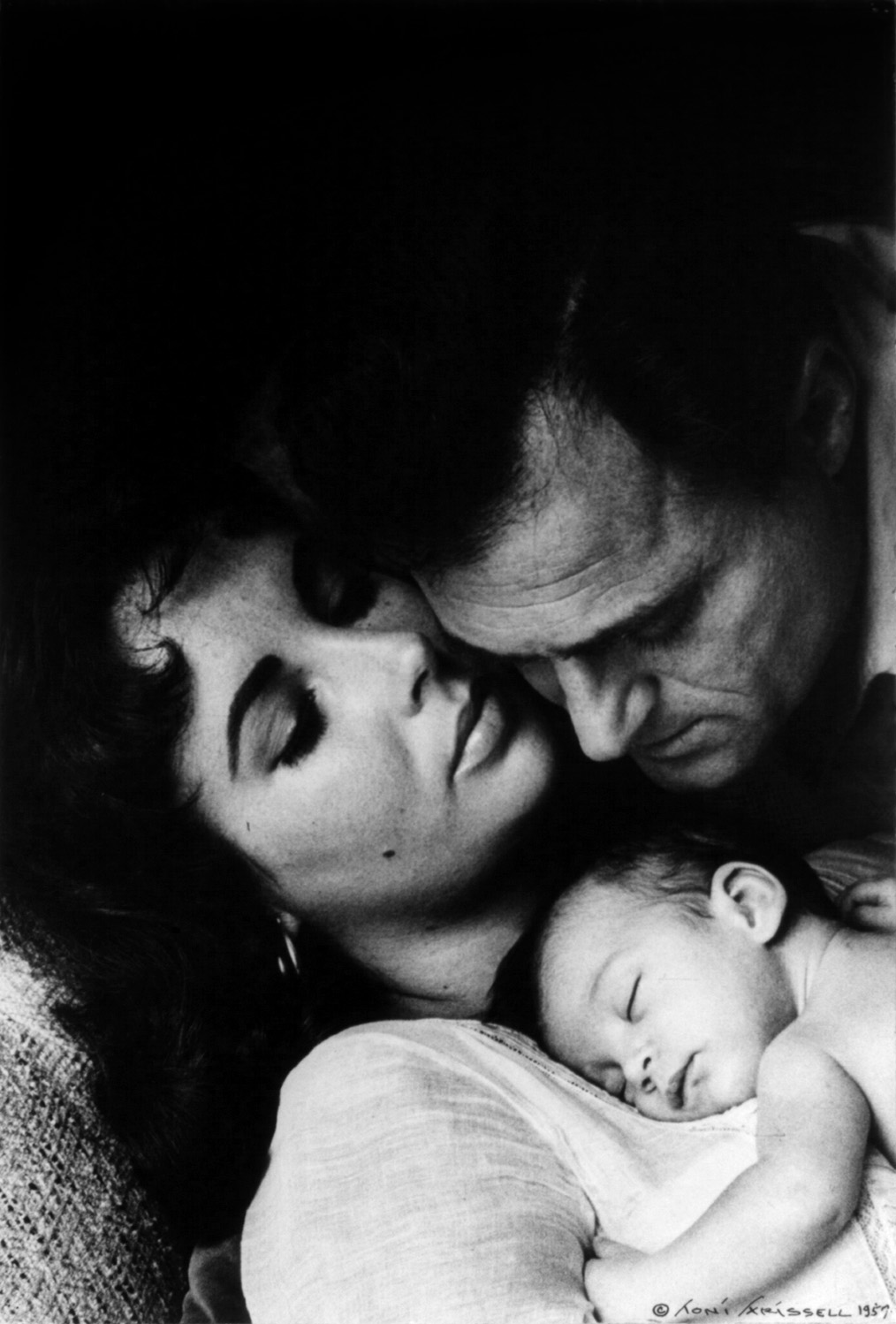
Michael Todd avec Elizabeth Taylor et Liza Todd en 1957.

Michael « Mike » Todd, de son vrai nom Avrom Hirsch Goldbogen, est un producteur de théâtre et de cinéma américain, né le 22 juin 1909 à Minneapolis (Minneapolis) et mort le 22 mars 1958 dans un accident d'avion près de Grants (Nouveau-Mexique).

## Biographie
Michael Todd est le neuvième enfant d'un couple de juifs polonais récemment immigrés, Chaim Goldbogen, un rabbin orthodoxe, et Sophia Hellerman. La famille déménage à Chicago à la fin de la Première Guerre mondiale. Il quitte assez tôt l'école et enchaîne les petits métiers comme vendeur de chaussures, représentant en stores et serveur dans un drugstore.
Il épouse le 14 février 1927 Bertha Freeman  avec laquelle il a un fils en 1929, Michael Todd Jr. Il crée une entreprise spécialisée dans l'insonorisation des plateaux de cinéma mais la crise de 1929 le conduit à la faillite. Il se tourne alors vers le théâtre et produit à partir de 1937 de nombreuses pièces, comédies musicales et revues à Broadway. Il y fait la connaissance de l'actrice Joan Blondell, divorcée de Dick Powell et qui devient sa maîtresse.
À la suite de la mort de sa femme en 1946, il épouse Joan Blondell le 5 juillet 1947. Celle-ci lui ouvre les portes de Hollywood où deux de ses spectacles (Mexican Hayride et Up in Central Park) sont adaptés à l'écran en 1948. Mais une nouvelle faillite personnelle, due notamment à des dettes de jeu, mène le couple au divorce en 1950, Blondell l'accusant d'avoir puisé dans ses propres économies.
Todd entame néanmoins une carrière de producteur à Hollywood, d'abord à la télévision dans la Colgate Comedy Hour avec Dean Martin et Jerry Lewis en 1950 puis au cinéma. En 1951, il s'associe avec le producteur-réalisateur Fred Waller et le scénariste-animateur Lowell Thomas pour développer un format de projection large, le Cinérama. Après avoir produit le documentaire This Is Cinerama (1952), il décide de s'installer à son propre compte pour développer un nouveau format large plus performant et moins coûteux. Associé à l'American Optical Company, il met au point le procédé Todd-AO, utilisé pour la première fois en 1954 pour le tournage du film musical Oklahoma !. Fort du succès, Todd produit en 1956 Le Tour du monde en quatre-vingts jours qui lui vaut de remporter l'Oscar du meilleur film lors de la cérémonie de 1957.
Le 2 février 1957, il épouse Elizabeth Taylor qui a divorcé une semaine plus tôt de l'acteur Michael Wilding. Six mois plus tard naît Elizabeth Frances Todd. Le 22 mars 1958, alors qu'il projetait de rejoindre New York, l'avion de Todd le Lucky Liz s'écrase près de Grants (Nouveau-Mexique), faisant quatre victimes : les deux pilotes, Todd et le scénariste Art Cohn, qui était en train de rédiger la biographie du producteur, The Nine Lives of Mike Todd. Sa dépouille est inhumée au cimetière Beth Aaron de Forest Park (Illinois), en banlieue de Chicago.
Son fils, Mike Todd Jr. (en), devient producteur.

## Théâtre
- 1937 : Call Me Ziggy
- 1938 : The Man from Cairo
- 1939 : The Hot Mikado d'après The Mikado
- 1942 : Star and Garter
- 1943 : Something for the Boys
- 1943 : The Naked Genius
- 1944 : Catherine Was Great
- 1944 : Mexican Hayride
- 1945 : Hamlet
- 1945 : Up in Central Park
- 1946 : January Thaw
- 1946 : The Would-Be Gentleman, adaptation du Bourgeois gentilhomme
- 1948 : As the Girls Go
- 1950 : The Live Wire
- 1950 : Michael Todd's Peep Show
- 1952 : A Night in Venice

## Cinéma
- 1952 : Place au Cinérama (This is Cinerama) de Merian C. Cooper, Gunther von Fritsch, Ernest B. Schoedsack, Michael Todd

- 1955 : Oklahoma ! de Fred Zinnemann
- 1956 : Le Tour du monde en quatre-vingts jours (Around the World in 80 Days) de Michael Anderson

## Télévision
- 1950 : The Colgate Comedy Hour